# Lijst van winnaars van de Ramon Magsaysay Award
Dit is een volledige lijst van winnaars van de Ramon Magsaysay Award. De Ramon Magsaysay Award is een prijs in Azië die wel wordt vergeleken met de Nobelprijs.

## Overheidsfuncties
- 1958 Chiang Mon Lin - Taiwan
- 1959 C D Deshmukh - India, Jose Aguilar - Filipijnen
- 1961 Raden Kodijat - Indonesië
- 1962 Francisca Aquino - Filipijnen
- 1963 Akhtar Hameed Khan - Pakistan
- 1964 Yukiharu Miki - Japan
- 1965 Puey Ungpakorn - Thailand
- 1966 Fon Saengsingkaew - Thailand
- 1967 Keo Viphakone - Laos
- 1968 Lee Kwoh-ting - Taiwan
- 1969 Hsu Shih-chu - Taiwan
- 1971 Ali Sadikin - Indonesië
- 1972 Goh Keng Swee - Singapore
- 1973 Balachandra Sekhar - Maleisië
- 1974 Hiroshi Kuroki - Japan
- 1975 Mohammed Sufian - Maleisië
- 1976 Elsie Tu - British in Hongkong
- 1977 Bejamin Galstaun - Indonesië
- 1978 Dato bin Yub Shahrum - Maleisië
- 1979 Raden Wasito - Indonesië
- 1980 Muhammed Alias - Maleisië
- 1981 Prawes Wasi - Thailand
- 1982 Arturo Alcaraz - Filipijnen
- 1983 Su Nan-cheng - Taiwan
- 1984 Wu Ta-you - Taiwan
- 1985 Tan Sri Noordin - Maleisië
- 1986 Aloysius Mboi, Nafsiah Mboi - Indonesië
- 1987 Haji Hanafiah - Maleisië
- 1988 Miriam Santiago - Filipijnen
- 1989 Zakiah Hanum - Maleisië
- 1991 Alfredo Bengzon - Filipijnen
- 1992 Chamlong Srimuang - Thailand
- 1993 Vo-Tong Xuan - Vietnam
- 1994 Kiran Bedi - India
- 1995 Morihiko Hiramatsu - Japan
- 1996 T N Seshan - India
- 1997 Anand Panyarachun - Thailand
- 1998 Syed Abidul Rizvi - Pakistan
- 1999 Tasneem Ahmed Siddiqui - Pakistan
- 2000 Jesse Robredo - Filipijnen
- 2001 Yuan Longping - China
- 2002 Hilario Davide jr. - Filipijnen
- 2003 James Michael Lyngdoh - India
- 2004 Haydee Yorac - Filipijnen
- 2005 Jon Ungphakorn - Thailand
- 2006 Ek Sonn Chan - Cambodja
- 2007 Jovito Salonga - Filipijnen
- 2008 Grace Padaca - Filipijnen
- 2009 Pan Yue - China
- 2010 Fu Qiping - China
- 2012 Syeda Rizwana Hasan - Bangladesh

## Openbare dienstverlening
- 1958 Mary Rutnam - Sri Lanka
- 1959 Joaquin Vilallonga - Filipijnen, Tee Tee Luce - Myanmar
- 1960 Henry Holland, Ronald Holland - Britten in Pakistan
- 1961 Nilawan Pintong - Thailand
- 1962 Horace Kadoorie en Lawrence Kadoorie - Britten in Hongkong
- 1963 Helen Kim - Korea
- 1964 Augustine Nguyen Lac Hoa - South Vietnam
- 1965 Jayaprakash Narayan - India
- 1966 Kim Yong-ki - Korea
- 1967 Sithiporn Kridakara - Thailand
- 1968 Seiichi Tobata - Japan
- 1969 Kim Hyung-Seo - Korea
- 1971 Pedro Orata - Filipijnen
- 1972 Cecile Guidote, Gilopez Kabayao - Filipijnen
- 1973 Antonio Fortich, Benjamin Gaston - Filipijnen
- 1974 M.S. Subbulakshmi - India
- 1975 Phra Parnchand - Thailand
- 1976 Hermenegild Fernandez - Fransman in Sri Lanka
- 1977 Fe del Mundo - Filipijnen
- 1978 Prateep Hata - Thailand
- 1979 Chang Kee-ryo - Korea
- 1980 Ohm Dae-sup - Korea
- 1981 Johanna Nasution - Indonesië
- 1982 Manibhai Desai - India
- 1983 Fua Hariphitak - Thailand
- 1984 Thongbai Thongpao - Thailand
- 1985 Baba Amte - India
- 1986 Abdul Sattar Edhi, Bilquis Edhi - Pakistan
- 1987 Hans Jassin - Indonesië
- 1988 Masanobu Fukuoka - Japan
- 1989 Laksmhi Chand Jain - India
- 1991 Princess Maha Chakri Sirindhorn - Thailand
- 1992 Angel Alcala - Filipijnen
- 1993 Banoo Jehangir Coyaji - India
- 1994 Mechai Viravaidya - Thailand
- 1995 Asma Jahangir - Pakistan
- 1996 John Woong-Jin Oh - Korea
- 1997 Mahesh Chandra Mehta - India
- 1998 Sophon Suphapong - Thailand
- 1999 Rosa Rosal - Filipijnen
- 2000 Liang Congjie - China
- 2001 Wu Qing - China
- 2003 Gao Yajolie - China
- 2004 Jiang Yanyong - China
- 2005 Teten Masduki - Indonesië, V Shanta - India
- 2006 Park Won Soon - Korea
- 2007 Kim Sun-tae - Korea
- 2008 Center for Agriculture & Rural Development Mutually Reinforcing Institutions (CARD MRI) - Filipijnen, Therdchai Jivacate - Thailand
- 2009 Krisana Kraisintu - Thailand
- 2010 Christopher Bernido en Maria Victoria Carpio-Bernido - Filipijnen
- 2011 Husanain Juaini en Tri Mumpuni - Indonesië
- 2012 Yang Siang Koma - Cambodja

## Lokaal leiderschap
- 1958 Vinoba Bhave - India
- 1959 Dalai Lama - Tibet
- 1960 Rahman, Abdul - Maleisië
- 1961 Gus Borgeest - Engelsman in Hongkong
- 1962 Palayil Narayanan - Maleisië, Koesna Poeradiredja - Indonesië
- 1963 Verghese Kurien, Dara Khurodi, Tribhuvandas Patel - India
- 1964 Pablo Tapia - Filipijnen
- 1965 Lim Kim San - Singapore
- 1966 Kamaladevi Chattopadhyay - India
- 1967 Razak Abdul - Maleisië
- 1968 Rosario Encarnacion, Silvino Encarnacion - Filipijnen
- 1969 Ahangamage Ariyaratne - Sri Lanka
- 1971 Monkombu Swaminathan - India
- 1972 Hans Westenberg - Indonesië
- 1973 Krasae Chanawongse - Thailand
- 1974 Fusaye Ichikawa - Japan
- 1975 Lee Tai-Young - Korea
- 1976 Toshikazu Wakatsuki - Japan
- 1977 Ela Bhatt - India
- 1978 Tahrunessa Abdullah - Bangladesh
- 1979 Mabelle Arole, Rajanikant Arole - India
- 1980 Fazle Hasan Abed – Engelsman in Bangladesh
- 1981 Pramod Karan Sethi - India
- 1982 Chandi Prasad Bhatt - India
- 1983 Anton Soedjarwo - Indonesië
- 1984 Muhammad Yunus - Bangladesh
- 1985 Zafrullah Chowdhury - Bangladesh
- 1986 John Vincent Daly - Amerikaan in Korea, Paul Jeong Gu Jei - Korea
- 1987 Aree Valyasevi - Thailand
- 1988 Mohammed Yeasin - Bangladesh
- 1989 Kim Im-soon - Korea
- 1991 Ven. Cheng Yen - Taiwan
- 1992 Shoaib Sultan Khan - Pakistan
- 1993 Abdurrahman Wadir - Indonesië
- 1994 Sima Samar - Afghaan in Pakistan, Fei Xiaotong - China
- 1995 Ho Ming-Teh - Taiwan
- 1996 Pandurang Shastri Athavale - India
- 1997 Eva Fidela Maamo - Filipijnen
- 1998 Nuon Phaly - Cambodja
- 1999 Angela Gomes - Bangladesh
- 2000 Aruna Roy - India
- 2001 Rajendra Singh - India
- 2002 Cynthia Maung - Myanmar
- 2003 Shantha Sinha - India
- 2004 Prayong Ronnarong - Thailand
- 2005 Sombath Somphone - Laos
- 2006 Gawad Kalinga Community Development Foundation - opererend vanuit de Filipijnen, Antonio Meloto - Filipijnen
- 2007 Mahabir Pun - Nepal
- 2008 Dr. Prakash Amte, Dr. Mandakini Amte - India
- 2009 Deep Joshi - India
- 2010 A.H.M. Noman Khan - Bangladesh
- 2012 Kulendei Francis - India

## Journalistiek, literatuur en creatieve communicatie
- 1958 Robert Dick - Verenigd Koninkrijk woonachtig in Filipijnen, Mochtar Lubis - Indonesië
- 1959 Tarzie Vittachi - Sri Lanka, Edward Law Yone - Myanmar
- 1961 Amitabha Chowdhury - India
- 1962 Chang Chun-ha - Korea
- 1964 Richard Wilson - Engelsman in Hongkong, Kayser Sung - Chinees in Hongkong
- 1965 Akira Kurosawa - Japan
- 1967 Satyajit Ray - India
- 1968 Ton That Thien - Vietnam
- 1969 Mitoji Nishimoto - Japan
- 1971 Prayoon Chanyavongs - Thailand
- 1972 Yasuji Hanamori - Japan
- 1973 Michiko Ishimure - Japan
- 1974 Zacarias Sarian - Filipijnen
- 1975 Boobli George Verghese - India
- 1976 Sombhu Mitra - India
- 1977 Mahesh Chandra Regmi - Nepal
- 1978 Yoon Suk-joong - Korea
- 1979 Lokukamkanamge Manjusri - Sri Lanka
- 1980 F. Sionil Jose - Filipijnen
- 1981 Gour Kishore Ghosh - India
- 1982 Arun Shourie - India
- 1983 Marcelline Jayakody - Sri Lanka
- 1984 R. K. Laxman - India
- 1985 Lino Brocka - Filipijnen
- 1986 Radio Veritas - opererend vanuit de Filipijnen
- 1987 Diane Ying - Taiwan
- 1988 Ediriweera Sarachchandra - Sri Lanka
- 1989 James Reuter - woonachtig in de Filipijnen
- 1991 K.V. Subbanna - India
- 1992 Ravi Shankar - India
- 1993 Bienvenido Lumbera - Filipijnen
- 1994 Abdul Samad Ismail - Maleisië
- 1995 Pramoedya Ananta Toer - Indonesië
- 1996 Nick Joaquin - Filipijnen
- 1997 Mahasweta Devi - India
- 1998 Ruocheng Ying - China
- 1999 Raul Locsin - Filipijnen, Lin Hwai-Min - Taiwan
- 2000 Atmakusumah Astraatmadja - Indonesië
- 2001 Wannakuwatta Amaradeva - Sri Lanka
- 2002 Bharat Koirala - Nepal
- 2003 Sheila Coronel - Filipijnen
- 2004 Abdullah Abu Sayeed - Bangladesh
- 2005 Matiur Rahman - Bangladesh
- 2006 Eugenia Duran Apostol - Filipijnen
- 2007 P. Sainath - India
- 2008 Akio Ishii - Japan
- 2009 Ma Jun - China
- 2010 Huo Daishan - China
- 2012 Romulo Davide - Filipijnen

## Vrede en internationale begripskweking
- 1958 Operation Brotherhood - Filipijnen
- 1960 Y. C. James Yen - Taiwan
- 1961 Genevieve Caulfield - Verenigde Staten/Thailand
- 1962 Mother Teresa - India
- 1963 U.S. Peace Corps in Azië
- 1964 Welthy Fisher - Amerikaan in India
- 1965 Bayanihan Folk Arts Center and its Supporting Entities - opererend in de Filipijnen
- 1966 Committee for Coordination of Investigations of the Lower Mekong Basin and Cooperating Entities - Kampuchea, Laos, Thailand, Vietnam met internationale ondersteuning
- 1967 Shiroshi Nasu - Japan
- 1968 Cooperative for American Relief Everywhere (CARE) - opererend vanuit de Filipijnen
- 1969 International Rice Research Institute (IRRI) - Amerikaan woonachtig in de Filipijnen
- 1971 Saburo Okita - Japan
- 1973 Summer Institute of Linguistics - opererend vanuit de Filipijnen
- 1974 William Masterson - Filipijnen
- 1975 Patrick James McGlinchey - Ier in Korea
- 1976 Henning Holck-Larsen - Deen in India
- 1977 College of Agriculture, University of the Philippines (UPLB) - Filipijnen
- 1978 Soedjatmoko - Indonesië
- 1979 Association of Southeast Asian Nations
- 1980 Shigeharu Matsumoto - Japan
- 1981 Augustine Joung Kang - Korea
- 1983 Aloysius Schwartz - Amerikaan in Korea
- 1984 Jiro Kawakita - Japan
- 1985 Harold Ray Watson - woonachtig in de Filipijnen
- 1986 International Institute of Rural Reconstruction - opererend vanuit de Filipijnen
- 1987 Richard William Timm - Bangladesh/Verenigde Staten
- 1988 The Royal Project - Thailand
- 1989 Asian Institute of Technology - opererend vanuit Thailand
- 1991 Press Foundation of Asia - opererend vanuit de Filipijnen
- 1992 Washington SyCip - Filipijnen/Verenigde Staten
- 1993 Noboru Iwamura - Japan
- 1994 Eduardo Jorge Anzorena - Argentijn in Japan
- 1995 Asian Institute of Management - opererend vanuit de Filipijnen
- 1996 Toshihiro Takami - Japan
- 1997 Sadako Ogata - Japan
- 1998 Corazon Aquino - Filipijnen
- 2000 Jockin Arputham - India
- 2001 Ikuo Hirayama - Japan
- 2002 Pomnyun Sunim - Korea
- 2003 Tetsu Nakamura - Japan, Seiei Toyoma - Japan
- 2004 Laxminarayan Ramdas - India, Ibn Abdur Rehman - Pakistan
- 2006 Dr. Sanduk Ruit - Nepal
- 2007 Tang Xiyang - China
- 2008 Ahmad Syafii Maarif - Indonesië
- 2009 Yu Xiaogang - China
- 2010 Tadatoshi Akiba - Japan
- 2011 Koul Panha - Cambodja
- 2012 Chen Shu-chu - Taiwan

## Opkomend leiderschap
- 2001 Oung Chanthol - Cambodja, Dita Sari - Indonesië
- 2002 Sandeep Pandey - India
- 2003 Aniceto Guterres Lopes - Oost-Timor
- 2004 Benjamin Abadiano - Filipijnen
- 2005 Yoon Hye-Ran - Zuid-Korea
- 2006 Arvind Kejriwal - India
- 2007 Chen Guangcheng - China, Chung To - China
- 2008 Ananda Galappatti - Sri Lanka
- 2009 Ka Hsaw Wa - Myanmar
- 2011 Nileema Mishra en Harish Hande - India, Koul Panha - Cambodja
- 2012 Ruwindrijarto - Indonesië
- 2014 Randy Halasan - Filipijnen
- 2015 Sanjiv Chaturvedi - India
- 2016 Thodur Madabusi Krishna